# Mistrzostwa świata w szachach 1896

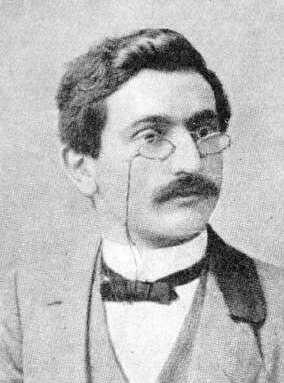
Mistrz świata 1896,
Emanuel Lasker

Rewanżowy mecz pomiędzy aktualnym mistrzem świata - Emanuelem Laskerem a poprzednim mistrzem, którego pokonał on w 1894 r., Wilhelmem Steinitzem rozegrany w Moskwie w dniach 7 XI 1896 - 14 I 1897.
Mecz rewanżowy toczył się na tych samych co pierwszy zasadach - grano do 10 zwycięstw, remisy nie wliczały się do punktacji. Lasker wygrał w jeszcze wyższym niż przed trzema laty stosunku 10 – 2.

## Wyniki w poszczególnych partiach
|                  | 1 | 2 | 3 | 4 | 5 | 6 | 7 | 8 | 9 | 10 | 11 | 12 | 13 | 14 | 15 | 16 | 17 | Punkty |
| ---------------- | - | - | - | - | - | - | - | - | - | -- | -- | -- | -- | -- | -- | -- | -- | ------ |
| Wilhelm Steinitz | 0 | 0 | 0 | 0 | ½ | 0 | ½ | ½ | ½ | 0  | 0  | 1  | 1  | 0  | ½  | 0  | 0  | 2      |
| Emanuel Lasker   | 1 | 1 | 1 | 1 | ½ | 1 | ½ | ½ | ½ | 1  | 1  | 0  | 0  | 1  | ½  | 1  | 1  | 10     |